# Acacia pachyacra
Acacia pachyacra — вид квіткових рослин з родини бобових. Ареал: Австралія (Північна територія, Південна Австралія, Західна Австралія).

## Середовище
Зазвичай росте на дюнах або рівнинах на піщаних ґрунтах, але також росте на скелястих червоних суглинистих ґрунтах з галькою та уздовж хребтів смугового залізняку, часто в спільнотах спініфексів, і може утворювати густі зарості в алювіальних змивах.

## Біоморфологічна характеристика
Кущисте тонке дерево або кущ, що зазвичай досягає висоти від 1 до 5 метрів. Розгалужується поблизу або біля рівня землі на кілька від прямовисних до висхідних основних стебел. Він має м'який, щільний полог, який видає шиплячий звук у вітряну погоду. Він має гладку зеленувато-бронзову або червонувато-коричневу кору, яка часто вкрита тонким білим порошкоподібним нальотом, сірим і шорстким біля основи стовбурів. Цвіте з серпня по жовтень і дає жовті квітки.